# Faro de Cabo Melville

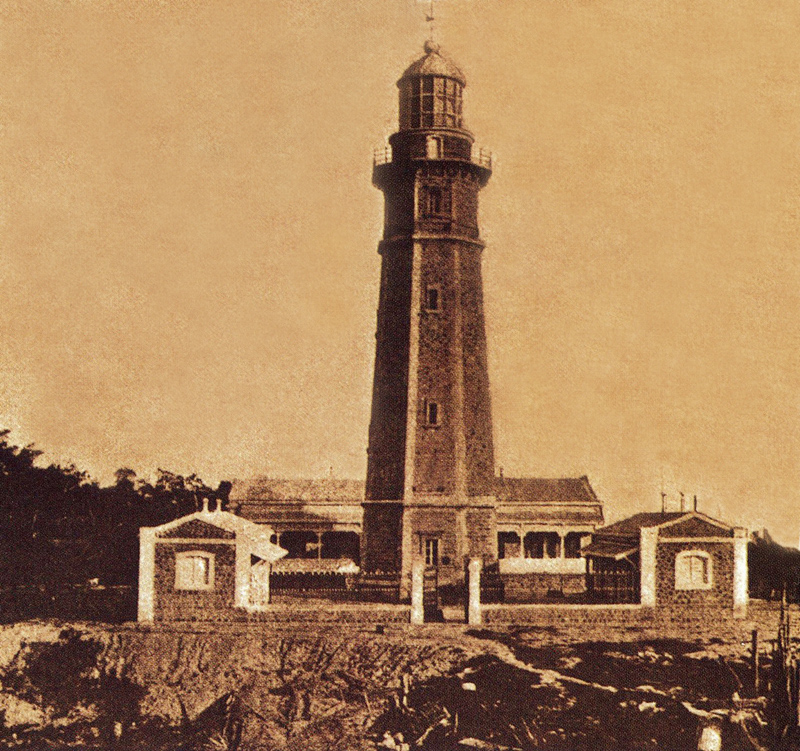
Faro del Cabo Melville, 1892

El Faro de Cabo Melville es un faro histórico ubicado en la isla de Balabac, el punto más al sur de la provincia de Palawan en Filipinas que es también la esquina suroeste del archipiélago. Fue inaugurado el  30 de agosto de 1892.

## Historia
A mediados del siglo XIX, España decidió renovar los faros de sus territorios de ultramar, entre ellos los de Filipinas. El 6 de julio de 1857 el teniente de navío Claudio Montero entrega su Plan General de Faros.
Por Real Orden de 15 de abril de 1885 se aprueba el Plan General de Alumbrado Marítimo de las Costas del Archipiélago Filipino.

"...La aprobación del plan mencionado preveía para Balábac un faro de primer orden en el cabo Melville para señalizar el estrecho de Balabac, en la linea marítima de Europa y China a las islas. Balábac era recalada en la llegada desde Singapur, después los barcos costeaban la isla de Paragua durante el monzón del nordeste, o bien usaban este paso para entrar en el mar de Joló en el monzón contrario. Con el faro previsto se marcaría la entrada sudeste del mar de Jolo, señalando el limite del territorio español, ya que la isla de Banguey, al otro lado del estrecho, hacia ya unos años que no pertenecía a España..."
Vida Marítima.

La luz de primer orden fue construida por los españoles para iluminar el estrecho de Balabac, el difícil estrecho que separa Filipinas del vecino país, Malasia. La luz se muestra desde una torre octogonal de granito, con galería y linterna, de 27,4 m de altura, ubicada en una colina a algo menos de 3 kilómetros al noroeste de la punta del Cabo Melville, para una elevación total de 90,5 m sobre el nivel del mar. La estación fue construida por el Gobierno español como parte de su amplio plan de iluminación para el archipiélago. El faro de Cabo Melville se iluminó por primera vez el 30 de agosto de 1892. 
Los faros en Filipinas son mantenidos por la Guardia Costera de Filipinas. Este faro ya no está en servicio. Le sucedió una torre prefabricada de aluminio blanco, con luz moderna alimentada por energía solar, cerca de los terrenos de la antigua torre. Gracias a que la estación aún cuenta con personal, las luces y lentes originales se conservan intactas, exceptuando un panel central de vidrio que fue robado por vándalos. La torre aún conserva su mecanismo de relojería original, pero no funciona.
El Faro (o Minarete) localizado en la localidad de Melville, en la Isla de Balábac, Palawan, fue declarado Bien Histórico Nacional (National Historical Landmark) por la Comisión Histórica Nacional de Filipinas.